# Trioplan

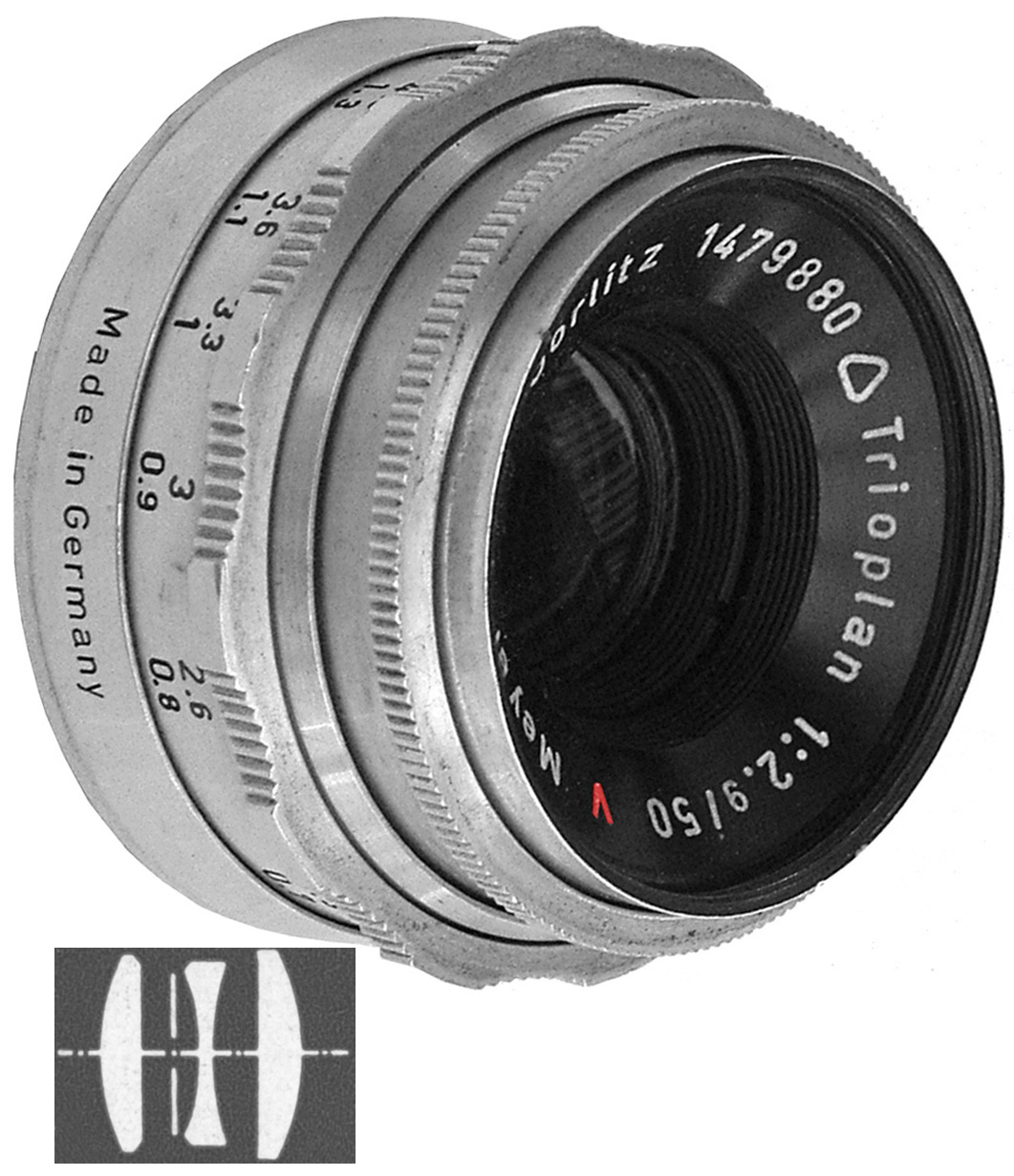
Vergütetes Trioplan („V“) 1:2,9/50 mit Altix-Anschluss

Das Trioplan von Hugo Meyer bzw. Meyer-Optik aus Görlitz ist ein Kameraobjektiv, das auf der Basis des Cooke-Triplet entwickelt wurde.
Die erste Version des aus drei unverkitteten Linsen bestehenden Objektives wurde 1916 vorgestellt. Der Bildwinkel betrug rund 24°. Damit war eine gute Objektiv-Korrektur mit einem überschaubaren Aufwand erreichbar. Auch die Lichtstärke war relativ hoch. Die Baulänge des Objektive entsprach in etwa der Brennweite.
Das Trioplan war aufgrund des niedrigen Preises bei akzeptabler Qualität eines der beliebtesten Objektive von Meyer. Die bis 1963 hergestellten Objektive haben höchstens eine einfache Vergütung. Somit sind sie anfälliger für Gegenlicht, Streulicht und hohe Kontraste als heutige, mehrfach vergütete Objektive. Die zentrale Bildschärfe ist bereits bei offener Blende sehr gut.
Trioplane waren bei fast gleicher Maximalblende und Brennweite etwa nur halb so teuer wie ein – allerdings vierlinsiges – Tessar.
Trioplane wurden als Wechselobjektive für das Exakta Varex/EXA-Bajonett-System und für das M42-Gewinde angeboten sowie für die Altix von Altissa. Es fand auch als Festobjektiv an Kompaktkameras der 1950 und 1960er Jahre Verwendung (z. B. der Beirette Junior II etc.).
Nach 1963 wurde das Trioplan vom ebenfalls dreilinsigen, aber mehrfach vergüteten Domiplan von Meyer-Optik abgelöst.
Für 2021 ist das Trioplan 35 f2.8 III und das Trioplan II mit Canon RF- und Nikon Z-Bajonett angekündigt.
Heute wird das Trioplan oft wegen seines besonderen "Seifenblasen-Bokehs" verwendet.

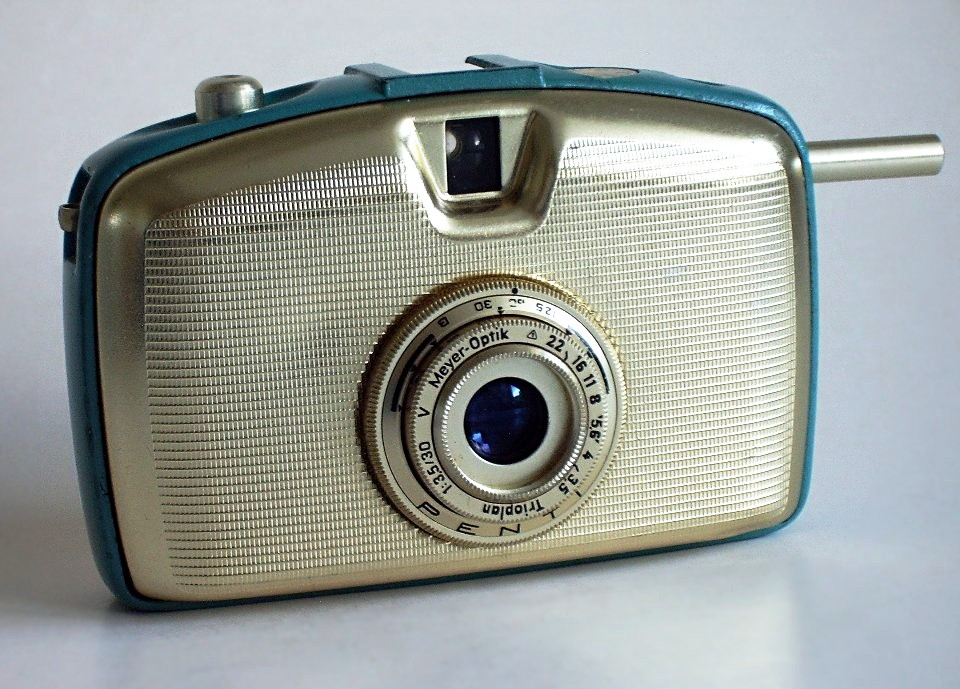
Pentacon „Penti I“ mit Trioplan 1:3,5/30
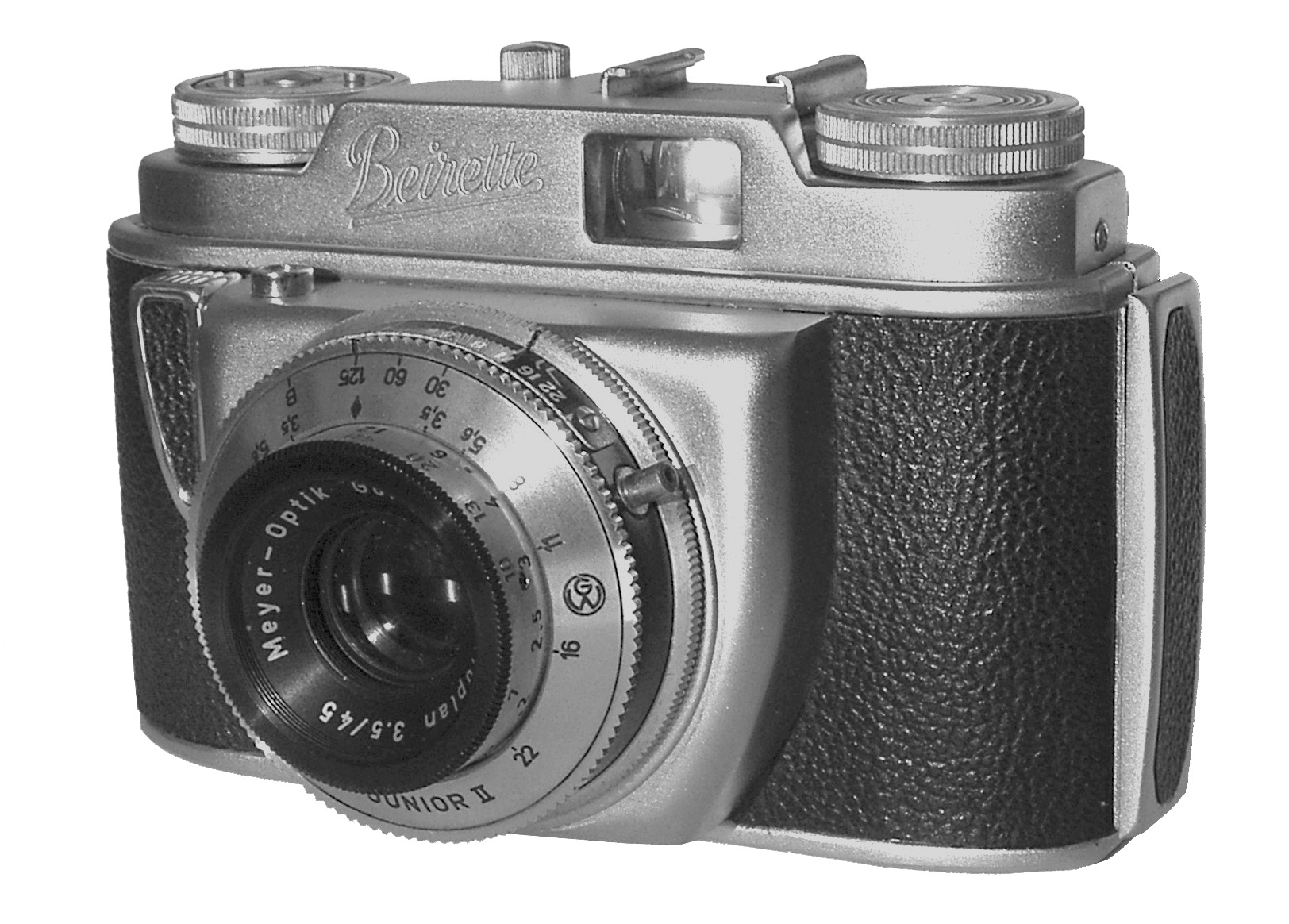
Sucherkamera „Beirette“ mit Trioplan 1:3,5/45
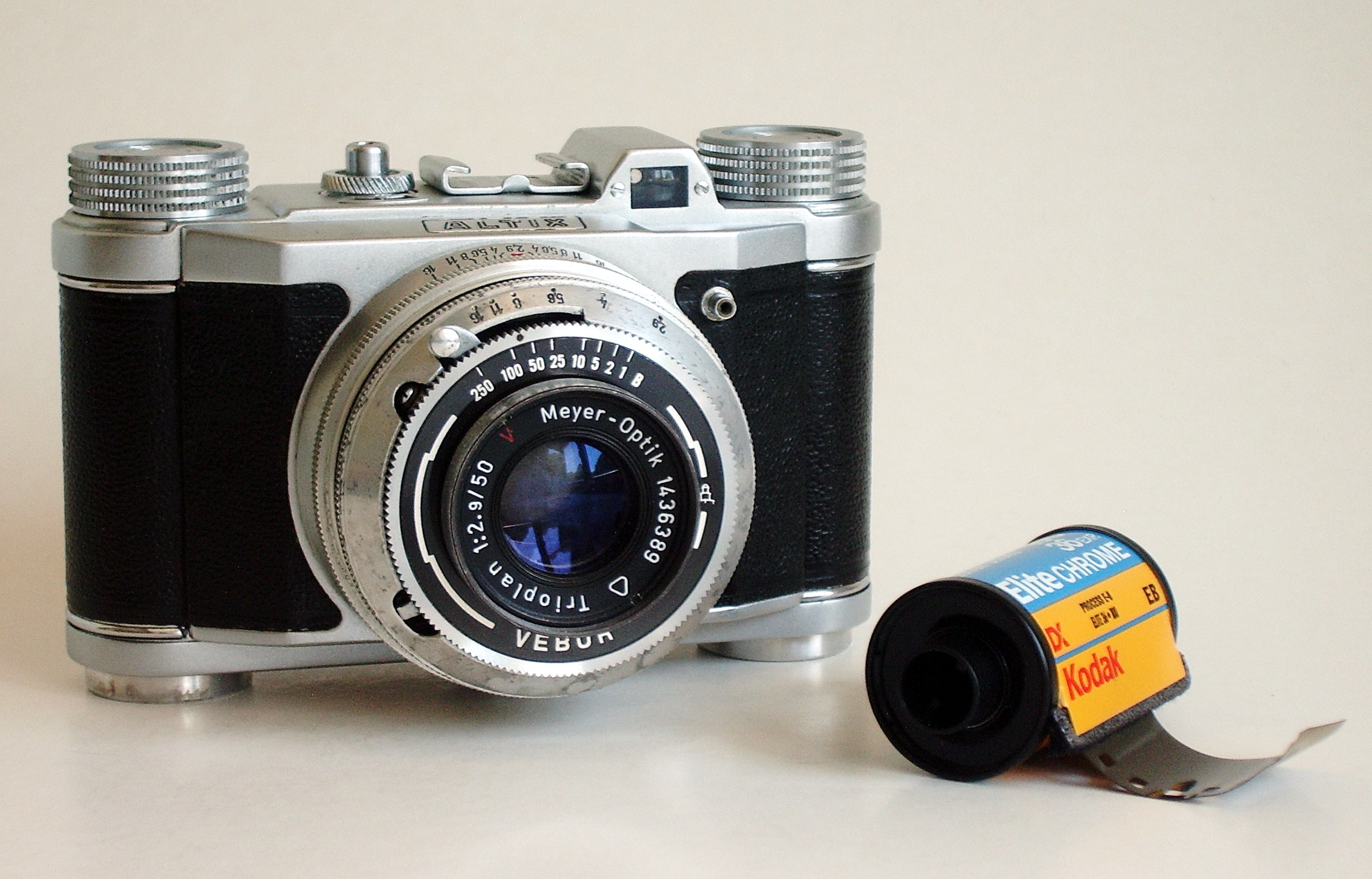
VEB Altissa-Camera-Werk Dresden „Altix III“ mit Trioplan 1:2,9/50

## Hergestellte Typen
Exakta/Exa-Bajonett
- 1:2,9/50 mm (12 Blendenlamellen)
- 1:2,8/100 mm (15 Blendenlamellen)
- 1:2,8/105 mm
- 1:4,5/120 mm

M42-Schraubgewinde
- 1:2,9/50 mm (12 Blendenlamellen)
- 1:2,8/100 mm (15 Blendenlamellen)

Altix-Bajonett
- 1:2,9/50 mm (12 Blendenlamellen)

C-Mount
- 1:2,8/50 mm (12 Blendenlamellen)
- 1:2,8/75 mm (14 Blendenlamellen)

Festobjektiv an Kompaktkameras
- 1:3,5/30 mm (Pentacon Penti)
- 1:3,5/45 mm (Beier "Beirette", 1958–1959)[3], (Pentona)

Festobjektiv an Mittelformatkameras
- 1:3,5/73 mm (Reflecta)
- 1:3,5/75 mm (Rheinmetall Weltax und Weltaflex)

Projektionsobjektiv
- 1:3/100 mm (Filmosto Jubilar)

Sonstige Anschlüsse
- 1:4,5/360 mm